# Discovery Science

Logo van Discovery Science

Discovery Science, in de Verenigde Staten bekend onder de naam Science Channel, is een digitaal themakanaal van Warner Bros. Discovery De zender werd in 1999 gelanceerd. Het kanaal zendt continu wetenschappelijke programma's uit. 
De programma's van deze zender zijn afkomstig vanuit het archief van Discovery Channel. Deze zender is zowel in België als in Nederland enkel via digitale televisie (kabel en satelliet) beschikbaar en volledig in het Nederlands ondertiteld (buiten de Shortcuts). Sommige programma's van Discovery Science zijn ook te zien op Discovery World.
Voorbeelden van programma's die Discovery Science uitzendt (of uitzond) zijn:
- An Idiot Abroad
- Are We Alone
- Brainiac
- Cheat Sheet
- Dark Matters: Twisted But True
- Factory Made
- How Do They Do It?
- How It's Made
- How the Universe Works
- Meteorite Men
- MythBusters
- Prophets of Science Fiction
- Sci Fi Science: Physics of the Impossible
- Survivorman
- Through the Wormhole
- Wonders of the Solar System